# Astichus longevittatus
Astichus longevittatus is een vliesvleugelig insect uit de familie Eulophidae. De wetenschappelijke naam is voor het eerst geldig gepubliceerd in 1925 door Masi.